# Equipo Histórico de la Copa Mundial FIFA
El «equipo histórico de la Copa Mundial FIFA» (en inglés: FIFA World Cup All-Time Team), fue un reconocimiento a iniciativa de la FIFA para exaltar a los once futbolistas históricos de la Copa Mundial de fútbol.
La elección del once ideal e histórico de la Copa Mundial de fútbol se llevó a cabo entre 1993 y 1994.

## Jugadores
En la portería figura el soviético Lev Yashin, quien es considerado como el guardameta más relevante del fútbol. Apodado la araña negra por su vestimenta, fue seleccionado para integrar este once ideal histórico. Ha sido el único guardameta en ganar un Balón de oro. En la parte defensiva aparecen dos alemanes: Franz Beckenbauer y Paul Breitner, el primer conocido como el Káiser, ha sido uno de los defensas en la historia en ganar el Balón de oro, además ganó la Copa Mundial de Fútbol de 1974. El segundo apodado el kaiser rojo, compartió equipo con Beckenbauer en la selección de Alemania campeona del Mundial en 1974. Los defensas restantes, Djalma Santos, quien en sus inicios trabajaba como zapatero en su natal Brasil, pasó a ser uno de los pocos futbolistas en ganar dos veces el Mundial de Fútbol: 1958 y 1962, y el británico Bobby Moore, campeón del mundo en 1966. Una estatua suya reposa a las afueras del estadio de Wembley.
En la posición de centrocampista aparece el neerlandés Johan Cruyff, apodado El Tulipán de Oro. Se le considera uno de los futbolistas más relevantes de toda Europa: tres veces ganador del Balón de Oro e incluido en la lista FIFA 100. El francés Michel Platini, quien también ganó tres balones de oro: 1983, 1984 y 1985. Y, por último, el británico Bobby Charlton, también campeón del mundo en 1966 y de Europa en 1968.
En la posición de delantero aparece el brasileño Garrincha, cuyo nombre oficial es Manuel Francisco dos Santos, ganó dos Mundiales: 1958 y 1962. El húngaro Ferenc Puskás, nombrado mejor futbolista húngaro de la historia por la IFFHS. Ganó tres Copas de Europa con el Real Madrid y fue subcampeón de la Copa Mundial de 1954.	Pelé, el último delantero, ganó tres Mundiales, quien a lo largo de su extensa carrera obtuvo muchos títulos y reconocimientos como futbolista.

## Equipo
| Posición       | Nacionalidad        | Futbolista        |
| -------------- | ------------------- | ----------------- |
| Guardameta     | Unión Soviética     | Lev Yashin        |
| Defensa        | Brasil              | Djalma Santos     |
| Defensa        | Alemania Occidental | Franz Beckenbauer |
| Defensa        | Inglaterra          | Bobby Moore       |
| Defensa        | Alemania Occidental | Paul Breitner     |
| Centrocampista | Países Bajos        | Johan Cruyff      |
| Centrocampista | Francia             | Michel Platini    |
| Centrocampista | Inglaterra          | Bobby Charlton    |
| Delantero      | Brasil              | Garrincha         |
| Delantero      | Hungría             | Ferenc Puskás     |
| Delantero      | Brasil              | Pelé              |